# Canon EOS R6 Mark II
Die Canon EOS R6 Mark II ist eine spiegellose Systemkamera des japanischen Herstellers Canon. Sie wurde im November 2022 vorgestellt.

## Merkmale
Die R6 Mark II ist der Nachfolger der 2020 eingeführten EOS R6, auf der sie auch großteils basiert. Änderungen zum Vorgänger betreffen die Ergonomie (Schalterpositionen), Auflösung und Bildfrequenz von bis zu 40 Bildern pro Sekunde bei Nutzung des elektronischen Verschlusses. Manche Eigenschaften, zum Beispiel das Autofokus-System, wurden von der Canon EOS R3 übernommen.
Im Gegensatz zur im Februar 2023 vorgestellten EOS R8 ist sie mit einem größeren Akku und mit einer Bildstabilisierung in der Kamera (IBIS) ausgestattet.

## Rezeption
In der Presse wurden hauptsächlich die Fähigkeiten der EOS R6 Mark II als Hybridkamera gelobt. Kritisiert wurde, dass die Kamera nicht auf CF-Express-Karten ausgelegt ist, die Auflösung bei großen Formaten bzw. kleinen Bildausschnitten und die Einschaltzeit.